# Hebammenwissenschaft
Die Hebammenwissenschaft ist ein Teilgebiet der Gesundheitswissenschaften. Unter Zuhilfenahme vieler Bezugswissenschaften, wie beispielsweise der Medizin, den Sozialwissenschaften, und Versorgungsforschung beschäftigt sie sich mit der evidenzbasierten Hebammentätigkeit.
Weitere hebammenwissenschaftliche Themen sind die Physiologie der reproduktiven Lebensphase, Lehrmethoden im Hebammenstudium, die Entwicklung der eigenen wissenschaftlichen Disziplin und ihrer Forschungsmethoden sowie die interprofessionelle Zusammenarbeit mit anderen Berufsgruppen (z. B. Gesundheits- und Krankenpflege, Medizin, Frühe Hilfen).
Wie bei anderen angewandten Gesundheitswissenschaften auch, steht die Erhaltung der Gesundheit und die Prävention von Erkrankungen der (werdenden) Familie im Zentrum des Interesses, wohingegen sich die Medizin vornehmlich mit der Pathogenese und Therapie von Erkrankungen beschäftigt.

## Situation in Deutschland
Die Hebammenwissenschaft hat in Deutschland einen primär berufspolitischen Ursprung: Hervorgegangen aus dem Hebammenwesen betont sie die von den Akteuren gewünschte Akademisierung und Professionalisierung dieses Berufsstandes, ähnlich wie sie in der Krankenpflege schon teilweise erfolgt ist. Es soll ein „hebammenorientiertes, frauenzentriertes Betreuungsparadigma“ aufgebaut werden. Während die Ausbildung der Hebammen bisher hauptsächlich an Fachschulen erfolgte, gibt es seit 2009 primärqualifizierende Hebammenstudiengänge in Deutschland. Mit dem Inkrafttreten der Änderungen des Hebammengesetzes (HebG) 2020 und der damit verbundenen Studien- und Prüfungsverordnung für Hebammen (HebStPrV) findet die Qualifikation von Hebammen ausschließlich auf Bachelorniveau statt. Hebammenwissenschaftliche Bachelorstudiengänge können seitdem an immer mehr Fachhochschulen bzw. Hochschulen für Angewandte Wissenschaften und Universitäten besucht werden. 2011 hat die Medizinische Hochschule Hannover erstmals einen Masterstudiengang für Hebammenwissenschaft eingerichtet (aktuell pausiert). Weitere Masterstudiengänge speziell für Hebammen sind gerade im Aufbau oder geplant.
Die Fachgesellschaft der deutschen Hebammenwissenschaft ist die Deutsche Gesellschaft für Hebammenwissenschaft (gegründet 2008). Ihre Fachzeitschrift ist die Zeitschrift für Hebammenwissenschaft (ZHWi). Hier findet man auch einen aktuellen Überblick über angebotene Studiengänge. Weitere Informationen für angebotene Studiengänge bietet auch der Deutsche Hebammenverband an.

### Aufgaben der deutschen Hebammenwissenschaft
In Deutschland haben Schwangere, Gebärende, Wöchnerinnen und Stillende gesetzlichen Anspruch auf Hebammenhilfe zulasten der Krankenversicherung. Aufgabe der Hebammenforschung ist es primär, die Wirksamkeit und den Nutzen der selbstverantwortlichen Arbeit der Hebammen nach den Kriterien der medizinischen Evidenz nachzuweisen – nicht nur bei der eigentlichen Geburt, sondern auch in deren Vorbereitung und in der emotional und sozial schwierigen ersten Phase junger Eltern, etwa die Förderung des Stillens.

## Situation in anderen deutschsprachigen Ländern

### Österreich
Die Situation in Österreich hat sich seit 2024 erheblich verbessert.
2024 wurde das Österreichische Hebammengremium neu gegründet. Das Österreichische Hebammengremium ist eine öffentlich rechtliche Körperschaft und vertritt die beruflichen Interessen der Hebammen. Jede Hebamme, die in Österreich arbeitet ist automatisch Mitglied des Gremiums. Ihre Fachzeitschrift ist die Österreichische Hebammenzeitung. Informationen über ein Hebammen Studium in Österreich werden auch angeboten. An der Fachhochschule Joanneum in Graz wird der Bachelor of Science in Health Studies (BSc) angeboten.

### Schweiz
Seit 2007 gibt es ein Fachhochschulstudium für Hebammen.
An der Berner Fachhochschule kann man den Bachelor-Studiengang Hebamme für dipl. Pflegefachpersonen abschliessen. Die erste Frau, die an der Berner Fachhochschule auf diesem Gebiet doktorierte, war 2007 Eva Cignacco. Ebenso wird der Bachelor an der Zürcher Hochschule für Angewandte Wissenschaften (ZHAW) angeboten.